# Yang Yu (narciarka)
Yang Yu (chiń. 杨雨; ur. 4 maja 1991 r.) – chińska narciarka dowolna, specjalistka w skokach akrobatycznych. W 2007 roku zdobyła srebrny medal na mistrzostwach świata juniorów w Airolo. Nie startowała na igrzyskach olimpijskich, ani w mistrzostwach świata. Najlepsze wyniki w Pucharze Świata, osiągnęła w sezonie 2012/2013, kiedy to zajęła 23. miejsce w klasyfikacji generalnej, a w klasyfikacji skoków akrobatycznych była szósta.

## Osiągnięcia

### Puchar Świata

#### Miejsca w klasyfikacji generalnej
- sezon 2007/2008: 90.
- sezon 2011/2012: 34.
- sezon 2012/2013: 23.
- sezon 2015/2016: 39.
- sezon 2016/2017:

#### Zwycięstwa w zawodach
1. Mińsk/Raubicze – 25 lutego 2012 (skoki)
2. Lake Placid – 19 stycznia 2013 (skoki)
3. Deer Valley – 4 lutego 2016 (skoki)

#### Pozostałe miejsca na podium w zawodach
1. Kreischberg – 17 lutego 2012 (skoki) – 3. miejsce
2. Saint-Côme – 12 stycznia 2013 (skoki) – 3. miejsce
3. Lake Placid – 18 stycznia 2013 (skoki) – 2. miejsce
4. Bokwang – 10 lutego 2017 (skoki) – 3. miejsce

- W sumie (3 zwycięstwa, 1 drugie i 3 trzecie miejsca).